# سهل‌آباد (ترتر)
سهل‌آباد (به لاتین: Səhləbad) یک منطقه مسکونی در جمهوری آذربایجان است که در شهرستان ترتر واقع شده است. سهل‌آباد ۲۰۷۴ نفر جمعیت دارد.